# Industrie culturelle
 (octobre 2010).
En économie, le concept d'industrie culturelle désigne l'ensemble des entreprises produisant selon des méthodes industrielles des biens dont l'essentiel de la valeur tient dans leur contenu symbolique : livre, musique, cinéma, télévision, radio, jeux vidéo, tourisme de masse.
En philosophie (esthétique) et en sociologie de la culture d'abord, puis en sciences de l'information et de la communication, la notion d'industrie culturelle, première traduction en français de l'expression allemande Kulturindustrie (créée par Theodor W. Adorno et Max Horkheimer), a une dimension critique et a ouvert un champ interdisciplinaire de recherche sur la vision et sur l'instrumentalisation de la culture de masse (à ne pas confondre avec la culture populaire) — industrialisée — des médias et des grands groupes de communication.
Le concept est apparu avec la nouvelle école de Francfort dès les années 1950 (après l'exil des marxistes de la seconde guerre mondiale).

## Historique

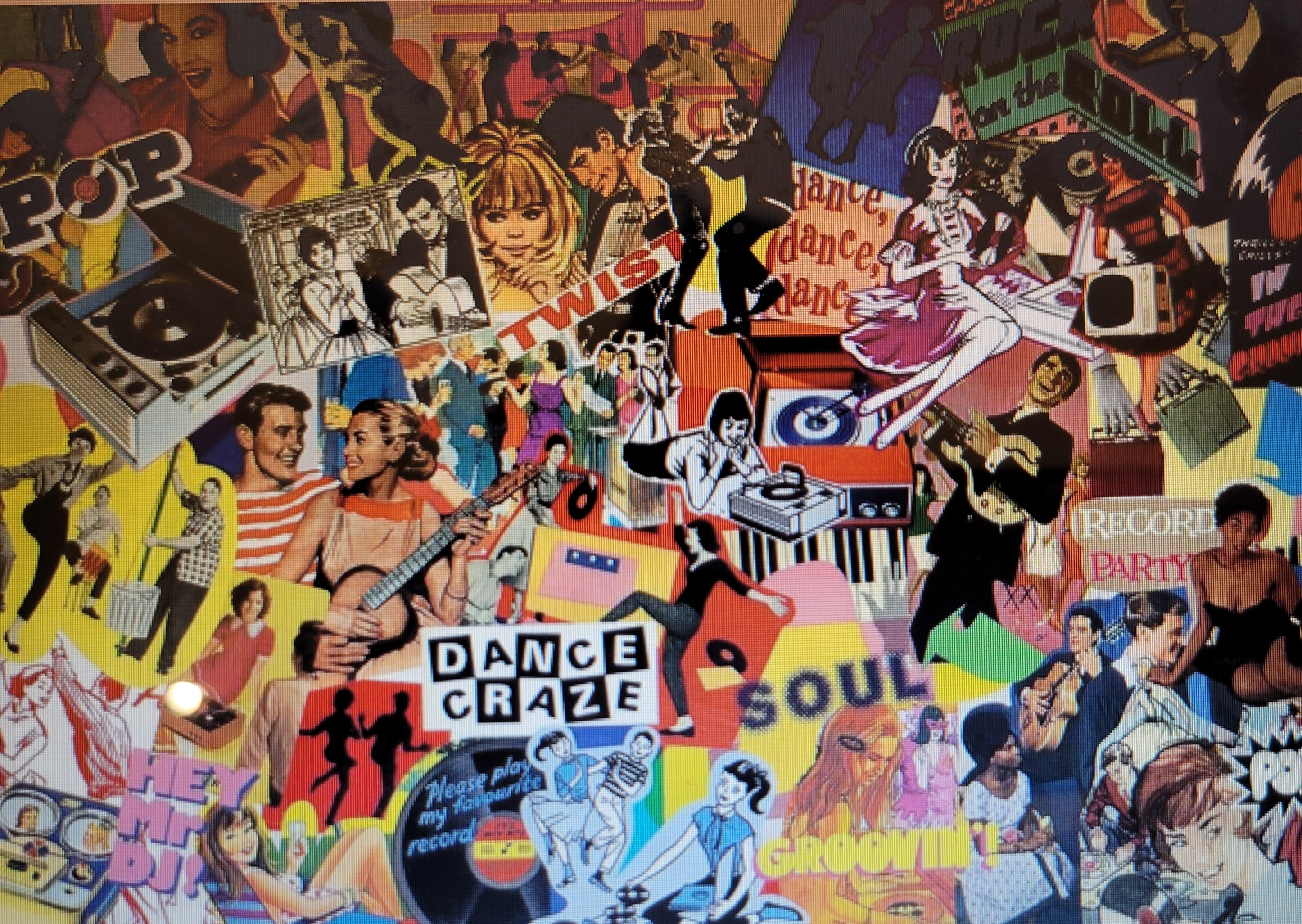
L'évolution de différentes industries culturelles, tels que les films, la musique, la radio, les films, etc.

Le concept d’industrie culturelle a été employé, pour la première fois dans le livre Dialektik der Aufklärung que Max Horkheimer et Theodor W. Adorno ont publié en 1947, à Amsterdam. Dans leur ébauche, l’emploi de ce terme par les deux philosophes allemands ne visait pas spécifiquement les industries culturelles. En fait, il était plutôt question de culture de masse, perçu comme un effet du processus d’industrialisation de la production culturelle.
Dès les années 1940, le phénomène des médias de masse intéressaient plusieurs chercheurs, notamment Lazarsfeld et Stanton, tel que démontre leurs travaux. Ainsi, au moment où la radio parcourait les espaces nationaux et que la télévision entamait sa fulgurante évolution, il devenait socialement indéniable que l'espace public était de plus en plus occupé et dominé par l’activité médiatique ainsi que les relations marchandes, l’interrogation des médias de masse a pris l'allure d'une véritable demande sociétale de recherche scientifique. Toutefois, ce n’est qu’à la fin des années 1970 que le concept d’industrie culturelle s’est imposé comme le concept principal de ce questionnement.
Bref, l’histoire des industries culturelles nous est accessible par des approches sectorielles issues des domaines de l’économie, de la philosophie et de la communication. Il existe une pluralité de travaux sur l’histoire du livre et de la télévision que ceux destinés à la radio.

## Délimitation
La délimitation du champ des industries culturelles pose les mêmes problèmes que celui de la culture elle-même. Le terme « industrie » exclut toutefois les beaux-arts et l'architecture ainsi que le spectacle vivant pour ne retenir que les biens faisant l'objet de processus industriel de production permettant la reproduction à partir d'un prototype. Ainsi, le cœur des industries culturelles est formé des entreprises d'édition (édition de livres, de presse, phonographique ou multimédias) et de production de films (industrie cinématographique) ou de contenus audiovisuels (ces derniers étant destinés aux diffuseurs à la télévision).
Cependant, les logiques à l'œuvre dans ces secteurs ne sont pas très différentes de celles prévalant dans l'édition de jeux vidéo ou de la haute couture, la différence essentielle étant le statut du créateur original : les techniciens (infographiste, couturier), par exemple, ne jouissent pas du même statut social que les artistes, écrivains ou sculpteurs.

## Analyse économique
La plupart des marchés, tant par type de produit que par pays, sont structurés en oligopole : quelques grandes entreprises multinationales ou multi-secteurs (souvent les deux), autour desquelles gravite un nombre très important de petites ou très petites entreprises. Cette structure d'oligopole à frange repose sur l'importance des effets d'échelle que sont les réseaux de distribution et la diversification des risques face à un succès incertain, facteur favorisant la concentration des groupes oligopolistiques, ainsi que sur la faiblesse des barrières à l'entrée (éditer un livre ou un disque est à la portée d'un particulier) qui autorisent la création de petites entreprises fondées sur un seul titre.
Les entreprises (structurées en oligopole ou en oligopole à frange) sont usuellement désignées sous le nom de « majors », terme créé dans les années 1920 pour désigner les conglomérats de radiodiffusion et de production cinématographique en position dominante dans le secteur aux États-Unis (RKO Pictures, par exemple).

### Les grandes entreprises
Une major est souvent un ensemble de sociétés filiales rattachées à une société-mère qui pilote cet ensemble. Celles-ci sont le plus souvent contrôlées par des groupes « (corporate) », ayant des activités diversifiées. Il est en effet difficile de parler de groupes industriels, tant la logique financière qui est à l'œuvre pour leur maintien est devenue prégnante. La logique de produit-marché révèle quant à elle l'un des traits essentiels de ces activités : médiatisation (liée à des stratégies de notoriété) et effet de signature et de distinction conférant une valeur symbolique et d'expérience aux produits (matériels et immatériels) commercialisés et marketés par les majors.
Toutefois, les majors constituées dans les années 1990 relèvent d'une autre logique. Elles se sont en effet construites soit par l'extension aux marchés voisins de groupes de contenu (News Corporation, Pearson), soit par rachat de fournisseurs de contenus anciens (Time Warner, Universal) par des groupes de contenant ou de réseaux (Vivendi, Sony, AOL). Les acteurs attendaient de cette union dans un même groupe des contenants et des contenus des synergies en matière d'efficacité de la production (économies d'échelle) et de pouvoir de marché. Les unes comme les autres ne se sont pas réalisées, du fait de l'incertitude inhérente aux biens culturels, et surtout parce que chaque groupe a éprouvé la perte qu'il y avait à exclure les contenus des concurrents de son propre réseau de distribution, et réciproquement de celle à ne pas être distribué par les réseaux concurrents. Il en a résulté, au début des années 2000, une vague de réorganisation de ces groupes dans le sens d'un recentrage sur un certain nombre d'activités complémentaires (presse et édition, cinéma, télévision et musique), aboutissant à la création de groupes sectoriels.
| Nom                 | Pays                  | Secteurs et marques | Remarques |
| ------------------- | --------------------- | --- | --- |
| Time Warner         | États-Unis            | Cinéma (Warner Bros. Pictures, New Line Cinema), télévision (CNN), presse (Time Inc.), réseau et logiciels (AOL)                                                                                           | Groupe né de la fusion entre une major historique (Time Warner) et une entreprise des nouvelles technologies (AOL). |
| Bertelsmann         | Allemagne             | Radio et télévision (RTL Group), édition (Penguin Random House), presse (Gruner + Jahr) | Groupe issu de l'imprimerie. Bertelsmann a cédé son activité musicale BMG à Sony en 2008. Random House est le premier éditeur mondial de littérature générale. |
| Vivendi             | France                | Télécommunications télévision (Groupe Canal+), édition musicale (Universal Music Group) | Groupé fondé au départ sur une activité de BTP. Groupe en recomposition, par renforcement du secteur musical (rachat de Bertelsmann Music Group Publishing) et des télécommunications et désengagement de l'édition (cession de Vivendi Universal Publishing au groupe Lagardère). |
| Viacom              | États-Unis            | Cinéma (Paramount Pictures), télévision (MTV Networks) | Le 14 juin 2005, la société a été scindée, CBS Corporation récupérant les activités de télévision et de parcs d'attraction. |
| Walt Disney Company | États-Unis            | Cinéma (Buena Vista Entertainment), télévision (Disney-ABC Television Group), parcs d'attractions (Walt Disney Parks and Resorts)                                                                          | Entreprise présente dès ses débuts dans le secteur du cinéma. |
| Sony Corporation    | Japon                 | Électronique, cinéma (Gaumont Columbia TriStar Motion Picture Group), télévision Sony Pictures Television Group, jeux vidéo (Sony Computer Entertainment), musique (Sony Music Entertainment, ex-Columbia) | Entreprise venue du secteur de l'électronique. |
| News Corporation    | Australie, États-Unis | Presse (The Times, The Sun), télévision (Fox Broadcasting Company, BSkyB), cinéma (Twentieth Century Fox), édition (Harper & Collins).                                                                     | Groupe issu du monde de la presse |

### Les petites entreprises
Alors que l'ouverture d'une galerie d'art dans une grande ville exige un investissement initial de 250 000 dollars, plus une somme équivalente de pertes initiales, l'édition à compte d'auteur d'un livre ne demande un investissement que de quelques milliers d'euros. Même en considérant la difficulté à se faire connaître et distribuer, les barrières à l'entrée dans les industries culturelles sont faibles, ce que reflète la composition des maisons d'édition. En France, 80 % des maisons d'édition publient moins de 10 titres par an, ne représentent que 15 % du total des titres, et 0,5 % du chiffre d'affaires encore plus faible des ventes. De même, la sortie est aisée, puisqu'il se trouve souvent une entreprise de taille plus importante prête à racheter le fonds.
Toutefois, ces petites entreprises jouent un rôle important de détection des jeunes artistes. En effet, les grandes maisons n'ont que rarement des contacts directs avec les artistes désirant se faire produire. Le recours à l'agent musical (imprésario ou manager) ou à l'agent littéraire est de plus en plus fréquent, supposant un investissement particulier. Cette délégation est souvent explicite, les grandes maisons aidant certains éditeurs débutants à lancer un jeune artiste sur lequel une grande maison ne veut pas risquer des moyens à la hauteur d'une sortie dans sa gamme principale.
La frontière entre les majors et ces entreprises est d'ailleurs très floue. L'analyse sectorielle et systémique a montré la dynamique d'interaction entre le centre (les majors sur un marché) et la périphérie très hétérogène, avec des entreprises innovatrices dans les contenus - parfois dans les technologies - ayant des durées de vie souvent courtes. La distribution de leurs productions est souvent faite par les majors, lesquelles prennent des participations dès qu'une entreprise innovante présente un certain succès. Celle-ci a d'ailleurs elle aussi intérêt à terme à être rachetée par une major, plutôt que de subir le débauchages de ses artistes et signatures qui connaissent le succès.

## Philosophie et sociologie
La notion d'industrie culturelle a été forgée par Adorno et Max Horkheimer, deux membres fondateurs de l'École de Francfort. Ils estimaient que la notion de « culture de masse », qu'ils héritaient, notamment d'Elias Canetti, mais aussi de toute la tradition sociologique américaine, n'était guère apte à décrire la nouvelle donne. La théorie de l'industrialisation de la production culturelle a été élaborée dans la Dialectique de la Raison, ouvrage dans lequel ils affirment que la diffusion massive de la culture met en péril la véritable création artistique. La Dialectique a été publiée en 1947 chez un éditeur néerlandais, et a été écrit durant l'exil de Horkheimer et Adorno dans l'État de Californie aux États-Unis.
La thèse d'Adorno est que le monde entier est structuré par l'industrie culturelle (la culture de masse), laquelle est un système formé par le cinéma, la radio, la presse, la télévision. L'industrie culturelle tend non pas à l'émancipation ou à la libération de l'individu, mais au contraire à une uniformisation de ses modes de vie et à la domination d'une logique économique et d'un pouvoir autoritaire. C'est en cela que l'industrie culturelle participe d'une anti-Aufklärung. Le phénomène ne concerne pas seulement les pays totalitaires, mais également les autres pays, à commencer par les sociétés libérales.
Il y a une unité de la civilisation de masse, qui est dirigée d'en haut par un pouvoir économique qui dépasse celui de l'industrie culturelle et exerce sur elle son emprise. Il n'y a pas de différence de nature entre la propagande et l'industrie culturelle : la technique est la même. Le consommateur est considéré seulement comme client et comme employé, soit comme matériel statistique (comme un moyen et non comme une fin). Pour Theodor Adorno, dans les années 1940 et 1950 cette acculturation fait que la formation des subjectivités passe alors d'emblée par le système capitaliste.
La « culture » propagée par l'industrie culturelle semble concerner uniquement ce qui relève du loisir ou du divertissement, mais c'est là qu'elle exerce en réalité son emprise la plus forte. On croit échapper dans le divertissement au processus de travail, mais en réalité, c'est dans le divertissement que l'individu est préparé et discipliné par l'industrie culturelle pour l'affronter. Les carrières des professions libérales sont déterminées par l'appartenance à la "culture" plus encore que par les savoirs techniques, car c'est dans cette "culture" que se manifeste l'allégeance au pouvoir et à la hiérarchie sociale. Cela dit, pour Walter Benjamin qui se distingue d'Adorno, l'industrie culturelle ayant les mêmes fondements que le processus de travail, elle pourrait conduire à une prise de conscience et aurait un potentiel révolutionnaire.
Le système de l'industrie culturelle marginalise, ceux qui refusent cette uniformisation. Bien que l'art se trouve également en dehors du système a priori, il n'échappe pas en fait à la logique de l'industrie culturelle, et se reconnaît même en elle comme un objet de consommation. Les œuvres d'art n'induisent plus une tension et un distance entre le sujet et lui même mais elles lui confirment ce qu'il sait déjà.
Les individus sont imprégnés jusque dans leur langage, dans leurs gestes, dans leurs émotions les plus intimes par le pouvoir de l'industrie culturelle. Les consommateurs sont contraints de devenir non des sujets mais des produits. En effet, pour Adorno, la démocratisation de la culture n'a pas pour effet la production d'un sujet collectif qui lutte pour l'émancipation.
Il faut toutefois ne pas négliger le fait que cette théorie critique est historiquement et socialement située, on ne peut donc pas utiliser la critique sans s'interroger sur la situation historique. Il est difficile aujourd'hui de critiquer la démocratisation culturelle mais on sait que cette démocratisation est liée à un système économique et qu'elle sert les intérêts du capital.

## Sciences de l'information et de la communication
La contribution des sciences de l'information et de la communication, en tant qu'interdiscipline, au champ des industries culturelles (cette fois utilisées au pluriel plutôt qu'au singulier), a mis en évidence ce qu'il y a d'artificiel dans le débat plus ou moins démagogique entre art populaire et art savant. Theodor W. Adorno a ainsi problématisé une « coupure esthétique » aux niveaux philosophique, sociologique et économique entre, par exemple, musique populaire (liée à l'industrie du disque) et musique savante. On peut vérifier cet aspect interdisciplinaire dans sa conférence en français (à écouter en lien externe à cet article) et lire « Sur la musique populaire » traduit tardivement en français dans le numéro spécial « Jazz » de la Revue d'esthétique, revue où collaborent les principaux traducteurs français de l'école de Francfort. Cette critique interdisplinaire a été initiée dans l'essai Kulturindustrie coécrit avec Max Horkheimer et traduit en français par La Production industrielle de biens culturels dans La Dialectique de la raison.
Les travaux de l'école de Grenoble, autour de Bernard Miège, entre 1970 et 1990 (à partir de l'ouvrage collectif Capitalisme et industries culturelles paru pour la première fois en 1978) ont été à l'origine d'un renouvellement original de cette approche, malheureusement limitée aux pays francophones, en dépit de fructueux échanges avec le courant radical critique anglo-saxon (Garnham, Herbert Schiller, Schlesinger, etc.), Giuseppe Richeri et certains chercheurs hispanophones (Bustamente, Zallo, etc.).
Un deuxième renouvellement s'est produit à la fin des années 1990, avec les travaux québécois de Jean-Guy Lacroix et Gaëtan Tremblay, et, en France, avec ceux de chercheurs regroupés plus ou moins autour de Miège et Mœglin : Bouquillion, Combès, Petit, etc. Leurs principaux apports concernent la modélisation socio-économique et l'identification de cinq grands modèles (modèle éditorial, du flot, du club, du compteur et de l'intermédiation) autour desquels se structurent les différentes filières. Ainsi l'édition présente-t-elle un certain nombre de traits (figure centrale de l'éditeur, rémunération des acteurs au pro rata des ventes, intéressement des créateurs à la valorisation, production et consommation au coup par coup et à l'unité) qui diffèrent des traits que l'on trouve dans les quatre autres modèles. Plus récemment, ces auteurs se sont intéressés au rapprochement entre industries culturelles et industries créatives. Dans cette perspective, il faut signaler les contributions de Pierre Mœglin et Philippe Bouquillion, Franck Rebillard, Jacob Matthews, Vincent Bullich, Bertrand Legendre, notamment